# Пюри-Питкі
Пюри-Питкі (пол. Pióry-Pytki) — село в Польщі, у гміні Морди Седлецького повіту Мазовецького воєводства.
Населення — 79 осіб (2011).
У 1975-1998 роках село належало до Седлецького воєводства.

## Демографія
Демографічна структура станом на 31 березня 2011 року:
|          | Загалом | Допрацездатний вік | Працездатний вік | Постпрацездатний вік |
| -------- | ------- | ------------------ | ---------------- | -------------------- |
| Чоловіки | 39      | 8                  | 26               | 5                    |
| Жінки    | 40      | 9                  | 24               | 7                    |
| Разом    | 79      | 17                 | 50               | 12                   |